# 동림동 (북구)
동림동(東林洞)은 광주광역시 북구의 행정동, 법정동이다. 2011년에 동림2지구(하남대로 이남)가 서구로 편입되어 동천동으로 분리되었다.
동림삼익아파트 등의 아파트가 존재하며 시립장애인복지관이 있다. 동림동 서쪽으로 빛고을대로가 지나간다. 또한 광주에서 수도권으로 나가는 길목인 동림 나들목이 있다.

## 연혁
- 1757년(조선시대) : 광주목 황계면
- 1896년(대한제국시대) : 광주군 황계면 용산리
- 1914년(일제시대) : 광주군 극락면 동림리
- 1935년 10월 1일 : 광산군 극락면 동림리
- 1955년 7월 1일 : 광주시 유촌출장소
- 1957년 12월 2일 : 광주시 동운동
- 1961년 3월 1일 : 광주시 서부출장소
- 1973년 7월 1일 : 광주시 서구 동운동
- 1980년 4월 1일 : 광주시 북구 동림동
- 1982년 9월 1일 : 동운1동
- 1986년 11월 1일 : 광주직할시 북구 동운1동
- 1993년 12월 1일 : 동운1, 3동 분동
- 1997년 3월 1일 : 동림동 신설
- 2011년 10월 1일 : 구간 경계조정(서구편입 : 927,952㎡ 총 4,590세대 13,934명)
- 2016년 7월 29일 : 동림동 행정복지센터(명칭변경)

## 유래
운암산(131m) 자락에 안겨있는 동림동은 동배(東背)와 죽림(竹林)의 이름에서 비롯되었다.
조선후기 이 지역은 광주군 황계면에 속했다. 1914년 행정구역 폐합에 따라 동배리(東背里), 죽림리(竹林里), 용산리(龍山里)의 각 일부와 군분면(軍盆面)의 쌍촌리(雙村里) 일부, 덕산면(德山面)의 동작리(東作里) 일부 그리고 석제면(石堤面)의 외촌리(外村里) 일부를 병합하여 동림리라 해서 극락면에 편입되었다가, 1955년 7월 1일 광주시에 편입되어 리(里)를 동(洞)으로 고치고 동운동의 관할이 되었다.
1997년 동운동이 다시 운암동과 동림동으로 분할되면서 동림동이라는 원래의 명칭을 찾게 되었다.

## 교육
- 동림초등학교
- 한울초등학교

## 아파트
| 단지명                     | 건설사                             | 시행사                | 주소                    | 입주              | 비고     |
| -------------------------- | ---------------------------------- | --------------------- | ----------------------- | ----------------- | -------- |
| 푸른마을 주공 1단지        | ㈜삼호                             | 대한주택공사          | 북구 북문대로242번길 50 | 1998년 6월        |          |
| 푸른마을 주공 2단지        | 중흥건설                           | 대한주택공사          | 북구 북문대로242번길 50 | 1998년 6월        | 공공임대 |
| 푸른마을 주공 3단지        | 남광건설㈜ 라인건설㈜ ㈜삼호       | 대한주택공사          | 북구 북문대로242번길 11 | 1998년 4월        |          |
| 푸른마을 주공 4단지        | ㈜효자종합건설 금호건설 ㈜삼호     | 대한주택공사          | 북구 동림용산로 12      | 1999년 4월        |          |
| 죽림마을 주공              | ㈜신일건업 (유)중도건설            | 대한주택공사          | 북구 유림로160번길 5    | 2007년 3월        | 국민임대 |
| 동림동 삼익                | ㈜삼익                             | ㈜삼익                |                         | 1996년 5월        |          |
| 동림 삼라 마이다스빌       | ㈜삼라건설                         | 극동건설㈜            | 북구 동운로 141         | 2005년 10월       |          |
| 한국아델리움 더숲          | 한국건설㈜ 중해건설㈜              | 에이치산업㈜          |                         | 2020년 9월        |          |
| 운암산 대광로제비앙        | 대광건영㈜                         | ㈜디케이랜드          |                         | 2020년 11월       |          |
| 동림동 광신프로그레스      | 광신종합건설㈜                     | 에이치원㈜            |                         | 2017년 8월        |          |
| 운암산공원 우미린 리버포레 | 우미건설 상명건설㈜ ㈜남해종합건설 | ㈜운암파크린 우미건설 |                         | 2027년 6월 (예정) |          |